# L'Éveil du Bénin
L'Éveil du Bénin (sous-titré Organe de la conscience africaine) est un périodique bimensuel dahoméen créé à Cotonou le 1er juin 1952. 

## Présentation
Créé par Émile Derlin Zinsou, alors conseiller de l’Union Française, et le sénateur Louis Ignacio-Pinto, ce titre bénéficie d'une audience significative en Afrique-Occidentale française.
À partir du no 40 du 1-15 janvier 1954, il prend le nom de L'Éveil de l'Afrique.
Parmi les contributeurs figuraient notamment l'homme politique et écrivain Maximilien Quénum et le journaliste Louis Hunkanrin.